# Foylova válka
Foylova válka (v anglickém originále Foyle's War) je britský televizní seriál z let 2002-2015 podle námětu a scénáře, jehož autorem byl Anthony Horowitz (scénář napsal pro 17 epizod z 22). Jde o dvaadvacetidílný detektivní a kriminální seriál zasazený do společenského prostředí Velké Británie v době druhé světové války. Hlavní roli detektiva Foyla ztvárnil britský herec Michael Kitchen, další výrazné role zde vytvořili Anthony Howell, Honeysuckle Weeksová a Julian Ovenden. Převážná většina děje se odehrává ve městě Hastingsu a jeho okolí.
Jde o klasický kriminální seriál, který se vyznačuje neobvykle perfektním a věcným podchycením specifické dobové válečné atmosféry ve Velké Británii spojené se společenskými problémy oné doby, což jej činí velmi netradičním a svým způsobem i velice unikátním.

## Obsazení

### Hlavní role
| Jméno postavy              | Hodnost nebo role                                            | Epizoda                 | Představitel                    |
| -------------------------- | ------------------------------------------------------------ | ----------------------- | ------------------------------- |
| Christopher Foyle          | detektiv - šéf superintendant                                | všechny                 | Michael Kitchen                 |
| Paul Milner                | detektivní seržant-detektivní inspektor                      | všechny (s výjimkou 21) | Anthony Howell                  |
| Samantha Stewart           | policejní řidička, Mechanised Transport Corps (MTC)          | všechny                 | Honeysuckle Weeks               |
| Andrew Foyle               | Foylův syn, pilot RAF Plt Off/Fg Off/Flt Lt/Sqn Ldr          | 1, 4, 6, 8, 10, 19      | Julian Ovenden                  |
| Hugh Reid                  | uniformovaný policejní superintedant                         | 2, 3, 4                 | Michael Simkins                 |
| Jane Milner                | Milnerova manželka (později zavražděna)                      | 2, 3, 5, 15             | Mali Harries                    |
| Fisher                     | policejní konstábl                                           | 2, 4                    | Fergus Webster                  |
| Eric Rivers                | policejní seržant                                            | 5, 7, 9, 10, 12         | Geoffrey Freshwater             |
| Turner                     | velitel perutě v RAF (Andrewův nadřízený)                    | 6, 10                   | Martin Turner                   |
| Hilda Pearce               | Special Operations Executive                                 | 7, 9, 19                | Ellie Haddington                |
| Alistair Rose              | zástupce komisaře                                            | 8, 12                   | Corin Redgrave                  |
| Perkins                    | ARP Warden                                                   | 12, 15, 16              | Tony Turner                     |
| Ian Brooke                 | policejní seržant                                            | 13, 15, 16, 17, 18, 19  | Jay Simpson                     |
| Joe Farnetti               | vojín americké armády; Samantin přítel                       | 13, 14                  | Jonah Lotan                     |
| Edith Ashford/Edith Milner | Milnerova přítelkyně, později jeho druhá žena                | 14, 15, 19              | Caroline Martin / Polly Maberly |
| Aubrey Stewart             | Samanthtin strýc; farář                                      | 9, 17                   | Brian Poyser                    |
| John Kiefer                | CPT/MAJ, americká armáda, Farnettiův velitel a Foylův přítel | 13, 19                  | Jay Benedict                    |
| Adam Wainwright            | přítel Samanthy, později její snoubenec                      | 20, 21, 22              | Max Brown                       |

## Vysílání
| Řada | Díly | Premiéra v VB      | Premiéra v VB      | Premiéra v ČR      | Premiéra v ČR      |
| Řada | Díly | První díl          | Poslední díl       | První díl          | Poslední díl       |
| ---- | ---- | ------------------ | ------------------ | ------------------ | ------------------ |
| 1    | 4    | 27. října 2002     | 17. listopadu 2002 | 8. května 2005     | 29. května 2005    |
| 2    | 4    | 16. listopadu 2003 | 7. prosince 2003   | 5. června 2005     | 26. června 2005    |
| 3    | 4    | 24. října 2004     | 14. listopadu 2004 | 3. července 2005   | 24. července 2005  |
| 4    | 4    | 15. ledna 2006     | 15. dubna 2007     | 19. října 2008     | 9. listopadu 2008  |
| 5    | 3    | 6. ledna 2008      | 20. dubna 2008     | 16. listopadu 2008 | 30. listopadu 2008 |
| 6    | 3    | 11. dubna 2010     | 25. dubna 2010     | 3. ledna 2013      | 17. ledna 2013     |
| 7    | 3    | 24. března 2013    | 7. dubna 2013      | nebylo vysíláno    | nebylo vysíláno    |
| 8    | 3    | 4. ledna 2015      | 18. ledna 2015     | nebylo vysíláno    | nebylo vysíláno    |